# Ted Cruz
Rafael Edward "Ted" Cruz (sinh ngày 22 tháng 12 năm 1970) là một chính trị gia Hoa Kỳ và là đương kim Thượng nghị sĩ Hoa Kỳ từ bang Texas. Ông là một ứng cử viên đảng Cộng hòa cho cuộc bầu cử Tổng thống Hoa Kỳ năm 2016.

## Đời tư
Cruz học tiểu học và trung học xung quanh Houston, tốt nghiệp Đại học Princeton vào năm 1992, và sau đó từ Trường Luật Harvard vào năm 1995. Từ năm 1999 đến năm 2003, Cruz là giám đốc của Văn phòng hoạch định chính sách tại Ủy ban Thương mại Liên bang, Phó tổng chưởng lý tại Sở Tư pháp Hoa Kỳ, và cố vấn chính sách đối nội của tổng thống George W. Bush trong chiến dịch tranh cử tổng thống năm 2000.
Ông là còn là một luật sư, phó Tổng Chưởng lý bang Texas từ năm 2003 đến năm 2008, do Tổng Chưởng lý Texas Greg Abbott bổ nhiệm. Sau đó ông là Tổng Chưởng lý gốc Tây Ban Nha đầu tiên, và phục vụ lâu nhất trong lịch sử bang Texas. Cruz cũng là một giáo sư trợ giảng luật 2004-2009 tại Đại học Texas ở Austin, nơi ông giảng dạy kiện tụng ở Tòa án tối cao Hoa Kỳ.
Cruz vận động cho ghế Thượng nghị sĩ Thượng viện bỏ trống của Thượng nghị sĩ đảng Cộng hòa Kay Bailey Hutchison, và trong tháng 7 năm 2012 đã đánh bại Phó Thống đốc David Dewhurst trong đảng Cộng hòa với tỉ lệ 57% và 43% số phiếu. 
Cruz sau đó đánh bại Paul Sadler trong cuộc tổng tuyển cử tháng 11 năm 2012, chiến thắng 56% 
so với 41% của đối thủ. 
Ông là người gốc Tây Ban Nha đầu tiên tại Hoa Kỳ làm Thượng nghị sĩ Hoa Kỳ đại diện cho bang Texas, và là một trong ba thượng nghị sĩ gốc Cuba. Cruz đứng đầu Tiểu ban giám sát Tư pháp Thượng viện Hoa Kỳ, quyền liên bang và các hoạt động đại lý, và cũng là chủ tịch của Tiểu ban về không gian, khoa học và năng lực cạnh tranh Thương mại Thượng viện Hoa Kỳ. Trong tháng 11 năm 2012, ông được bổ nhiệm làm Phó chủ tịch Ủy ban Thượng nghị viện Cộng hòa Quốc gia.

## Chiến dịch tranh cử tổng thống năm 2016
Vào ngày 23 tháng 3 năm 2015, Ted Cruz tuyên bố ứng cử tổng thống Hoa Kỳ năm 2016 trong một bài phát biểu buổi sáng tại Đại học Liberty ở Lynchburg, bang Virginia. Ngoài ra, vào cùng giờ đó, ông đăng trên trang Twitter của mình: "Tôi đang tranh cử Tổng thống và tôi hy vọng sẽ nhận được sự ủng hộ của các bạn!". Ông là ứng cử viên đầu tiên của Đảng Cộng hòa công bố tranh cử tổng thống năm 2016. Trong chiến dịch tranh cử đầu tiên, lực lượng ủng hộ của ông chủ yếu thuộc về những người bảo thủ trong xã hội, mặc dù ông có sức hút đối với các phe phái khác trong đảng của mình, bao gồm cả những người bảo thủ theo chủ nghĩa tự do đặc biệt.
Trong cuộc bầu cử sơ bộ tổng thống của Đảng Cộng hòa năm 2016, Cruz đã nhận được hơn 7,8 triệu phiếu bầu, chiến thắng ở 12 bang và giành được 559 đại biểu. Ông đã quyên góp quỹ tranh cử gần 92 triệu đô la, một kỷ lục đối với một ứng cử viên chính của Đảng Cộng hòa, phần lớn là từ các nhà tài trợ trực tuyến nhỏ. Chiến dịch Cruz có hơn 325.000 tình nguyện viên.
Vào ngày 1 tháng 2 năm 2016, Cruz đã thắng trong các cuộc họp kín tại Iowa. Chiến thắng tại Iowa khiến ông trở thành người gốc Tây Ban Nha đầu tiên giành chiến thắng trong cuộc bầu cử sơ bộ tổng thống hoặc cuộc họp kín. Cruz nhận được 28% phiếu bầu. Vào ngày 10 tháng 2 năm 2016, Cruz đứng thứ ba trong cuộc bầu cử sơ bộ ở New Hampshire, với khoảng 12% phiếu bầu. Vào ngày 21 tháng 2 năm 2016, ông đứng thứ ba trong cuộc bầu cử sơ bộ của Đảng Cộng hòa Nam Carolina với khoảng 22,3% số phiếu bầu. 
Vào ngày 1 tháng 3 năm 2016, ngày chính của Siêu Thứ Ba, Cruz đã thắng tại bang Texas với tỷ lệ 17%, cùng với bang Alaska và bang Oklahoma, mang lại cho ông tổng cộng bốn chiến thắng sơ bộ của tiểu bang. Trong cuộc bầu cử sơ bộ ở Texas, Cruz nhận được nhiều phiếu bầu nhất trong tất cả trừ sáu trong số 254 quận của tiểu bang. Vào ngày 5 tháng 3 năm 2016, Cruz giành chiến thắng trong các cuộc họp kín ở bang Kansas và Maine, mang lại cho ông sáu chiến thắng trên toàn tiểu bang. 
Cruz đã giành được cách biệt lớn nhất của mình cho đến thời điểm đó ở bang Kansas, nơi ông đánh bại ứng viên dẫn đầu Donald Trump với 25 điểm. Với chiến thắng trước Trump ở Texas, Kansas và Maine, Ted Cruz tự khẳng định mình là ứng cử viên có cơ hội tốt nhất để đánh bại Trump, là ứng viên hàng đầu cho tấm vé đề cử chính thức. 
Vào ngày 8 tháng 3 năm 2016, Cruz đã giành chiến thắng trong cuộc bầu cử sơ bộ tại bang Idaho với 45% phiếu bầu, đánh bại Trump với 17% và giành được chiến thắng thứ bảy trên toàn tiểu bang. Ông đứng thứ hai ở Michigan, Mississippi và Hawaii. Vào ngày 12 tháng 3 năm 2016, Cruz giành chiến thắng tại đại hội quận Wyoming với 67% số phiếu bầu và 9 đại biểu, giúp ông giành chiến thắng thứ tám trên toàn tiểu bang. 
Vào ngày 22 tháng 3 năm 2016, Cruz đã giành chiến thắng tại bang Utah Caucus với 69,2% phiếu bầu, so với John Kasich với 16,8% và Donald Trump với 14%. Vì Cruz đã vượt qua ngưỡng 50%, nên ông đã thắng tất cả 40 đại biểu của bang Utah. Đây là chiến thắng thứ chín của ông. Vào ngày 3 tháng 4 năm 2016, North Dakota đã bầu một nhóm đại biểu do các đại biểu ủng hộ Cruz chiếm đa số. Cruz nhận được sự ủng hộ của đa số đại biểu. 
Vào ngày 6 tháng 4 năm 2016, Cruz đã giành chiến thắng trong cuộc bầu cử sơ bộ ở Wisconsin với 48,2% phiếu bầu, trong khi Trump nhận được 35,1%. Đây là chiến thắng thứ mười của Cruz trên toàn tiểu bang. Cruz đã giành được 36 trong số 42 đại biểu có thể có ở Wisconsin và Trump giành được 6 đại biểu khác. Vào ngày 2 và 7-9 tháng 4 năm 2016, Cruz đã càn quét các đại hội của tiểu bang và khu vực bầu cử Colorado với tất cả 34 đại biểu. Điều này giúp Cruz giành chiến thắng thứ 11 tại bang. Vào ngày 16 tháng 4 năm 2016, Cruz đã thắng tất cả 14 đại biểu lớn của Wyoming trong đại hội tiểu bang. Điều này đảm bảo đa số các đại biểu tiểu bang giúp Cruz giành chiến thắng ở tiểu bang thứ mười hai của mình. Vào ngày 27 tháng 4 năm 2016, Cruz thông báo rằng, nếu anh được chọn là ứng cử viên của đảng, ông sẽ chọn ứng cử viên tổng thống đảng Cộng hòa Carly Fiorina làm phó tổng thống. 
Ngay sau khi thua Trump áp đảo trong cuộc bầu cử sơ bộ ở Indiana vào ngày 3 tháng 5 năm 2016, Cruz chính thức thông báo quyết định chấm dứt chiến dịch tranh cử của mình. 

## Tranh cãi quyền công dân Hoa Kỳ
Ted Cruz được sinh ở Canada. Nhưng ông nói rằng khi ông còn nhỏ, mẹ ông đã nói với ông rằng bà sẽ phải xác minh để có thể nhập quốc tịch Canada cho ông, vì vậy gia đình ông cho rằng ông không có quốc tịch Canada. Vào tháng 8 năm 2013, sau khi tờ báo Dallas Morning News chỉ ra rằng Cruz mang hai quốc tịch Canada và Mỹ nhưng ông đã nộp đơn xin chính thức từ bỏ quốc tịch Canada của mình và không còn là công dân Canada vào ngày 14 tháng 5 năm 2014. 
Một số vụ kiện và thách thức bỏ phiếu khẳng định rằng Ted Cruz không đủ tư cách trở thành tổng thống Mỹ đã được đệ trình. Nhưng không có vụ kiện hoặc thách thức nào thành công. Vào tháng 2 năm 2016, Hội đồng bầu cử Illinois đã ra phán quyết có lợi cho Cruz, tuyên bố: "Ứng cử viên là một công dân bẩm sinh do được sinh ra ở Canada với mẹ là công dân Hoa Kỳ vào thời điểm sinh ra anh ta". 

## Lập trường chính trị

### Chủ nghĩa cộng sản
Cruz là người chỉ trích mối quan hệ hợp tác giữa Cuba và Hoa Kỳ, ông nói trên Fox News vào tháng 12 năm 2014 rằng sự lạnh nhạt trong quan hệ là một "biểu hiện của những thất bại trong chính sách đối ngoại Obama-Clinton-Kerry" mà "sẽ được ghi nhớ như một sai lầm bi thảm”. 
Vào tháng 7 năm 2018, Cruz đã phát biểu tại Cuộc biểu tình vì Tự do Tôn giáo ở Châu Á. Cruz nói: "Rất vui vì được ở đây và đoàn kết với những người đàn ông và phụ nữ trên toàn cầu này, những người đã bị những người cộng sản bức hại... Chúng ta phải đoàn kết, trong ánh sáng chói lọi, nêu bật chủ nghĩa anh hùng, nêu bật lòng dũng cảm, lên tiếng cho những người như gia đình tôi, cũng như rất nhiều triệu người trên toàn cầu đã tận mắt chứng kiến chủ nghĩa cộng sản độc tài".

### Chính sách về tội phạm, súng và ma túy
Cruz đã kêu gọi chấm dứt "hành vi phân biệt đối xử quá mức, các bản án tối thiểu bắt buộc khắc nghiệt và sự kết thúc của các phiên tòa xét xử bồi thẩm đoàn". Ông ủng hộ án tử hình. Trong chiến dịch tranh cử tại Thượng viện năm 2012, Cruz thường xuyên đề cập đến vai trò của mình với tư cách là cố vấn cho bang Texas ở Medellín kiện Texas, một vụ án năm 2008 trong đó Tòa án Tối cao Hoa Kỳ nhận thấy rằng Texas có quyền hợp pháp để bỏ qua lệnh từ Quốc tế. Tòa án Tư pháp chỉ đạo Mỹ xem xét lại bản án và bản án của hàng chục công dân Mexico về tội tử hình. Cruz đã gọi Medellín như trường hợp quan trọng nhất trong nhiệm kỳ Tổng Chưởng lý Texas của ông. 
Cruz là người ủng hộ quyền sử dụng súng và phản đối việc mở rộng các quy định kiểm soát súng. 
Trong một cuộc phỏng vấn với người dẫn chương trình phát thanh Hugh Hewitt thảo luận về vụ tấn công giết chết ba người tại một phòng khám Planned Parenthood ở Colorado Springs, Cruz nói rằng "thực tế đơn giản và không thể phủ nhận là đa số tội phạm bạo lực là đảng viên Dân chủ, và đó là lý do đảng Dân chủ mềm về tội phạm, nên những kẻ phạm tội có xu hướng bỏ phiếu cho đảng Dân chủ". 
Vào tháng 8 năm 2015, sau cái chết trong cuộc phục kích của một sĩ quan cảnh sát Texas bị bắn chết khi đang đổ xăng tại một trạm xăng, Cruz nói rằng cảnh sát đang "cảm nhận được sự tấn công từ Tổng thống, từ trên xuống, như chúng ta thấy. Cho dù đó là ở Ferguson hay Baltimore, phản ứng từ các quan chức cấp cao, Tổng thống hay Bộ trưởng Tư pháp, là để phỉ báng việc thực thi pháp luật. Điều đó sai. Điều đó sai về cơ bản. Nó gây nguy hiểm cho tất cả sự an toàn và an ninh của chúng tôi." 
Cruz phản đối việc hợp pháp hóa cần sa, nhưng tin rằng nó nên được quyết định ở cấp tiểu bang. Sau khi hợp pháp hóa cần sa ở Colorado, ông tuyên bố rằng: "Nếu công dân Colorado quyết định họ muốn đi theo con đường đó, đó là đặc quyền của họ. Cá nhân tôi không đồng ý với điều đó, nhưng đó là quyền của họ."
Cruz đã gặp Alyssa Milano và Fred Guttenberg để thảo luận về bạo lực súng. Guttenberg nói rằng đây là "một ngày thực sự quan trọng."

### Kinh tế
Cruz được Trung tâm Nghiên cứu Chính sách Thương mại của Viện Cato mô tả là một "thương nhân tự do" và là một "người ủng hộ thương mại tự do" bởi The Wall Street Journal. Năm 2013, Cruz đề xuất bãi bỏ IRS và thực hiện thuế phẳng "nơi người Mỹ bình thường có thể điền thuế trên bưu thiếp". Cruz "kiên quyết phản đối mức lương tối thiểu cao hơn".
Cruz muốn giảm quy mô của chính phủ. Ngoài việc loại bỏ IRS, ông hứa sẽ loại bỏ bốn cơ quan cấp nội các khác. Cruz đề xuất loại bỏ Bộ Năng lượng, Bộ Giáo dục, Bộ Thương mại và Bộ Nhà ở và Phát triển Đô thị. 

### Giáo dục
Cruz là người đề xuất "Tự lựa chọn trường học" và phản đối "Sáng kiến Tiêu chuẩn Tiểu bang Chung cốt lõi". 

### Năng lượng và môi trường
Cruz bác bỏ sự đồng thuận khoa học về biến đổi khí hậu. Ông nói rằng "bằng chứng khoa học không ủng hộ sự nóng lên toàn cầu". Vào tháng 3 năm 2015, ông nói rằng một số người là "người báo động sự nóng lên toàn cầu" và trích dẫn các phép đo nhiệt độ vệ tinh, nói rằng không có sự ấm lên đáng kể nào trong 18 năm. 
Cruz đã bỏ phiếu chống lại Đạo luật phát triển tài nguyên nước năm 2013 vốn đã tạo ra Quỹ tài trợ quốc gia cho các đại dương và ủy quyền hơn 26 tỷ đô la cho các dự án do Quân đoàn kỹ sư xây dựng, ít nhất 16 tỷ đô la trong số đó sẽ đến từ những người dân đóng thuế liên bang.
Năm 2017, Cruz là một trong 22 thượng nghị sĩ ký một lá thư  gửi Tổng thống Donald Trump thúc giục Tổng thống yêu cầu Hoa Kỳ rút khỏi Hiệp định Paris về biến đổi khí hậu.

### Đối ngoại
Vào năm 2015, Cruz đã bỏ phiếu ủng hộ Đạo luật Tự do của Hoa Kỳ, đạo luật này dựa trên Đạo luật Yêu nước của Hoa Kỳ nhưng đã cải cách một số điều khoản của nó. 
Cruz phản đối thỏa thuận hạt nhân quốc tế năm 2015 với Iran do Mỹ và các cường quốc thế giới đàm phán, ông gọi nó là "thảm họa". 
Năm 2013, Cruz tuyên bố rằng các lực lượng vũ trang của Mỹ không nên hoạt động như "lực lượng không quân của al-Qaeda". Năm 2014, Cruz chỉ trích chính quyền Obama: "Đội ngũ chính sách đối ngoại của tổng thống đã hoàn toàn bỏ qua mối đe dọa của ISIS", ông gọi ISIS là "bộ mặt của cái ác". Trong một tuyên bố phản đối sự can thiệp của Hoa Kỳ để thay đổi chế độ ở Syria, Cruz nói: "Nếu Tổng thống Obama và Hillary Clinton và Thượng nghị sĩ Rubio thành công trong việc lật đổ Tổng thống Syria Bashar Assad, kết quả sẽ là những kẻ khủng bố Hồi giáo cực đoan sẽ chiếm Syria và Syria sẽ bị ISIS kiểm soát, điều đó càng tồi tệ hơn về mặt vật chất đối với lợi ích an ninh quốc gia của Hoa Kỳ". 
Vào tháng 9 năm 2016, Cruz ủng hộ kế hoạch của chính quyền Obama bán số vũ khí trị giá hơn 1,15 tỷ USD cho Ả Rập Xê Út. 
Vào đầu tháng 1 năm 2017, Cruz cùng với thống đốc Texas Greg Abbott và một số người khác đã gặp tổng thống Đài Loan Thái Anh Văn. Cruz đã chỉ trích Trung Quốc sau khi nước này đưa ra tuyên bố yêu cầu các thành viên Quốc hội Hoa Kỳ không được gặp bà Thái. 
Vào ngày 5 tháng 1 năm 2017, Cruz đã bỏ phiếu ủng hộ nghị quyết của Hạ viện Hoa Kỳ để lên án Nghị quyết 2334 của Hội đồng Bảo an Liên hợp quốc, trong đó lên án việc xây dựng khu định cư của Israel trên vùng lãnh thổ Palestine bị chiếm đóng là vi phạm luật pháp quốc tế. 
Vào tháng 6 năm 2017, Cruz đã đồng tài trợ cho Đạo luật Chống tẩy chay Israel (s. 720). Theo đạo luật này, công dân Hoa Kỳ khuyến khích hoặc tham gia tẩy chay Israel và các khu định cư của Israel ở Bờ Tây sẽ trở thành tội phạm liên bang. 
Vào tháng 8 năm 2018, Cruz và 16 nghị sĩ khác đã thúc giục chính quyền Trump xử phạt theo Luật Magnitsky toàn cầu chống lại các quan chức Trung Quốc chịu trách nhiệm về vi phạm nhân quyền chống lại người Hồi giáo thiểu số ở miền tây Trung Quốc. Họ viết: "Việc giam giữ khoảng một triệu hoặc hơn một triệu người Uyghur và các dân tộc thiểu số chủ yếu theo đạo Hồi khác trong các trung tâm hoặc trại "cải tạo chính trị" đòi hỏi một phản ứng cứng rắn, có mục tiêu và trên toàn cầu".
Vào ngày 18 tháng 12 năm 2018, Cruz và Thượng nghị sĩ Tom Cotton đã đưa ra một nghị quyết tại Thượng viện Hoa Kỳ kêu gọi Hoa Kỳ khẳng định chủ quyền của Israel đối với Cao nguyên Golan. 

### Các vấn đề xã hội
Về việc phá thai, Cruz "cực lực chống phá thai" và "chỉ cho phép thực hiện thủ thuật này khi việc mang thai gây nguy hiểm đến tính mạng người mẹ". Ông ủng hộ việc cắt giảm tài trợ liên bang cho Planned Parenthood. 
Cruz phản đối cả hôn nhân đồng tính và sự kết hợp dân sự.  Ông tin rằng hôn nhân nên được định nghĩa về mặt pháp lý là chỉ "giữa một người nam và một người nữ", nhưng cũng cho rằng tính hợp pháp của hôn nhân đồng tính nên để mỗi bang quyết định. Cruz gọi quyết định của Tòa án tối cao hợp pháp hóa hôn nhân đồng giới trên toàn quốc là "trong những giờ phút đen tối nhất của đất nước chúng ta".